# Arsenio Snijders
Arsenio Snijders (Amsterdam, 20 juni 1990) is een Nederlands voetballer die als aanvaller bij FC Omniworld speelde.

## Carrière
Arsenio Snijders maakte zijn debuut voor FC Omniworld in de Eerste divisie op 27 januari 2009, in de met 4-1 gewonnen thuiswedstrijd tegen Fortuna Sittard. Hij kwam in de 88e minuut in het veld voor Paul Mulders. In 2010 vertrok hij naar de amateurtak van de club, die ook van naam veranderde naar Almere City FC. In 2012 vertrok hij naar Ter Leede, waar hij tot 2015 speelde. In 2015 vertrok hij naar het zondagelftal van HFC EDO, tot dit elftal in 2018 opgeheven werd.

### Statistieken
| Seizoen                       | Club           | Land           | Competitie         | Competitie | Competitie | Beker | Beker | Totaal | Totaal |
| Seizoen                       | Club           | Land           | Competitie         | Wed.       | Dlp.       | Wed.  | Dlp.  | Wed.   | Dlp.   |
| ----------------------------- | -------------- | -------------- | ------------------ | ---------- | ---------- | ----- | ----- | ------ | ------ |
| 2008/09                       | FC Omniworld   | Nederland      | Eerste divisie     | 3          | 0          | 0     | 0     | 3      | 0      |
| 2009/10                       | FC Omniworld   | Nederland      | Eerste divisie     | 5          | 0          | 0     | 0     | 5      | 0      |
| 2013/14                       | Ter Leede      | Nederland      | Topklasse Zaterdag | 20         | 0          | 0     | 0     | 20     | 0      |
| Carrièretotaal                | Carrièretotaal | Carrièretotaal | Carrièretotaal     | 28         | 0          | 0     | 0     | 28     | 0      |
| Bijgewerkt op 6 december 2016 |                |                |                    |            |            |       |       |        |        |